# Albrecht Herport
Albrecht Herport (* 1641 in Bern; † 6. Januar 1730 ebenda; auch Herbort) war ein Berner Maler und Ostindien-Reisender, Augenzeuge der Vertreibung der Niederländer aus Formosa (Taiwan).

## Leben
Was man über das Leben des gebürtigen Berners Albrecht Herport weiss, geht kaum über die Angaben seines Buchs hinaus. Albrecht Herport, Sohn des Landvogts Beat Herport und der Johanna Haller sowie Bruder des evangelischen Geistlichen Anton Herport, war Schüler von Albrecht Kauw und zunächst als Landschaftsmaler in Bern tätig.

### Auf Formosa
Im Frühjahr 1659 brach er als Soldat der Niederländischen Ostindien-Kompanie (VOC) nach Batavia auf. Hier wurde er Johan van der Laan unterstellt, der nach Zeelandia aufbrach, dem an der Bucht Taiwan gelegenen Hauptstützpunkt der Kompanie auf Formosa. Schon 1652 hatte der aus China über die Philippinen nach Europa reisende Jesuit Martino Martini (1614–1661) erklärt, dass Zheng Chenggong (1624–1662), der mit Piratentum, Schutzgelderpressung und Handel den Raum um Fujian kontrollierte, einen Angriff auf die Insel plane. Als die Niederländer im Jahre 1655 eine Gesandtschaft zu den Mandschu schickten, war der Bruch vollzogen. 1658 und 1659 schwemmten die Kämpfe zwischen den Kräften der Qing und der Ming auf dem Festland eine Flüchtlingswelle auf die Insel Formosa. Van der Laan hielt dennoch die Befürchtungen des Gouverneurs von Zeelandia, Frederick Coyett (1615?–1687), für unbegründet und segelte nach Batavia zurück.

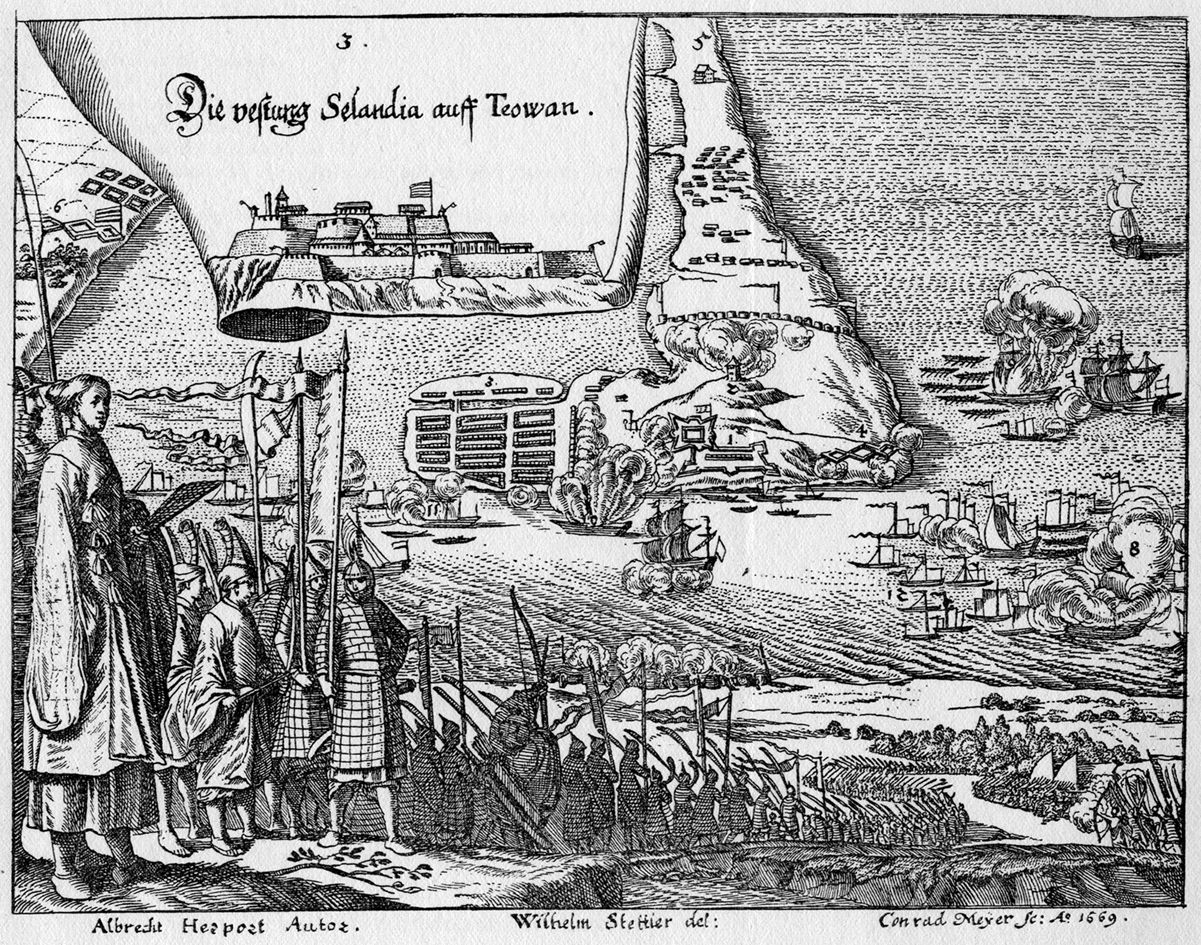
Herports Blick auf »Die vestung Selandia auff Teowan«: 1. Die Haupt-Festung Seelandia. 2 Die Rundut. 3. Die Vorstatt oder das Quartier. 4. Das Höltzerne Wammest. 5. Das Wachthauß, der Bokenstall genannt. 6. Die Festung Sicam, vnd die beyligende Vorstatt, oder Quartier, auf Formosa. 7 Die Schlacht zwischen den Chinesen vnd Capitain Petell auff Baxemboy. 8 Das Schiff Hector von Troja. 9. Das Schiff Emmenhorn. 10. Das Schiff Kaukerken. 11. Das Schiff Kurtenhofen. 12. Der Chinesen Kriegs Jonken.

Herport blieb zurück. Schon bald landete Zheng Chenggong mit 25.000 Mann. Nach zehnmonatiger Belagerung übergab Coyett am 2. Februar 1662 die Festung und alle Niederlassungen der Kompanie. Nach nur achtunddreissig Jahren hatten die Niederländer die Kontrolle über die Ilha Formosa für immer verloren, die nun mehr und mehr sinisiert und nach der Eroberung durch Mandschu-Truppen in das chinesische Reich integriert wurde. Dank des von Zheng Chenggong gewährten freien Geleits kamen die Niederländer mit dem Leben davon. Coyett wurde in Batavia jedoch heftig angegriffen und entging nur knapp der Hinrichtung.

### In Indien und auf Ceylon
Herport nahm nach einem kurzen Aufenthalt in Batavia an der Vertreibung der Portugiesen aus Cochin und Cananor teil und wurde anschliessend vier Jahre auf Ceylon (heute Sri Lanka) stationiert. Seine Schilderungen zu dieser Zeit gelten als wichtiger Beitrag zur Geschichte der Insel. Mit dem Ende dieses Dienstes erhielt er die Genehmigung zur Heimreise. Im Mai 1668 traf er in Amsterdam ein, 1669 erreichte er Bern.

## Reisebericht
Schon am 26. Juni war das Vorwort zu einer Reisebeschreibung fertig, die noch im selben Jahr erschien. In Deutschland blieb es bei dieser Auflage. In den Niederlanden publizierte der als Übersetzer von Spinoza bekannte Jan Hendrik Glazemaker (1619–1681) im Jahre 1670 eine Übersetzung, die er 1671 einem Sammelband mit den Reisen von Johann Jacob Saar, Volkert Evertzs und Albrecht Herport einverleibte.
Herports Buch wird heute besonders als dritter zeitgenössischer Bericht über den Fall Formosas geschätzt. Aber auch die Illustrationen verdienen Beachtung. Im Vorwort des Buches erklärt Herport, dass er Malereikunst erlernt habe und zur weiteren Entwicklung in die Niederlande gereist sei. Dort habe er dann Bilder aus fremden Ländern gesehen, die seine Neugierde auf die Originale weckten:

„Solche und andere Ursachen haben mir auch einen Lust erweckt, daß ich nach erlehrnung der Mahlerey-Kunst, dieselbige desto besser außzuarbeiten, vnd mich, durch andere erfahrenheiten dem wärthen Vatterland mit der zeit zu dienen thüchtiger zu machen, mich auff den grossen Europaeischen Marck-Platz allerley Künsten in Holland begeben, mich da eine zeit lang zu bewußtem Zweck auffzuhalten: Und ob mir zwar alldorten als in einer abbildung an so vielen seltzamen vnd vnbekandten Sachen vnd Persohnen gleichsamb die gantze Welt anzuschawen vorstühnde, hatte mich doch eine lobliche Newgierigkeit gestochen, das Original oder die Sach selbsten zu sehen, vnd in daß weit entlegene Indien zu säglen, zu besichtigen die Wasser-Bäch so da mit Gold fliessen, die güldene Berge, die newe vnd seltzame Orth von Früchten vnd Vöglen, das grobe vnd albere Volck, das Meer so Perlin bring, das Sand so voller Edelgestein, vnd das grosse Gut so allda gemein vnd überflüssig ist.“

In Ostindien hielt Herport seine Beobachtungen fest und fertigte vielerlei Skizzen an.

„Nun was mir sonsten nachdenckliches zu handen kommen, habe ich solches fleissig wahrgenommen vnd zu Papier gebracht: Auch vermittelst meiner Mahlerey-Kunst allerley Geschlecht Heidnischer Völckeren, Indianischer Früchten, Thieren, Festungen, Schiffahrten eigentlich vnd nach dem leben abgezeichnet, alles mich in daß künfftige der frewdigen oder traurigen Begebnussen zuerinnern.“

Das Buch enthält neun vergleichsweise aufwendige Illustrationen, die von Wilhelm Stettler anhand der Skizzen Herports angefertigt und von Conrad Meyer gestochen wurden. Natürlich durften eine Szene mit den von nahezu allen Ostindien-Fahrern wenig geschätzten Khoi Khoi am Kap der Guten Hoffnung nicht fehlen. Der niederländische Stützpunkt Batavia wird von einer gegenüberliegenden Insel gezeigt. Im Vordergrund Einheimische, dazu Früchte (Durian, Bananen) und Tiere. Die Festung Zeelandia an der Bucht Taiwan ist in der Seitenansicht und im Aufriss dargestellt. Dazu perspektivisch verzogen die Aussenanlagen, einige Schiffe und Kampfszenen. Eine ähnliche spatiale Kombination zeigt die Belagerung der «Statt Cocijn», die «Statt Cananor auff Malabaren» wie auch die «Statt Columbo auff der Insul Ceylon». Perspektivisch stimmiger ist die Darstellung einer Elefantenjagd. Der achte Stich zeigt Gebäude und Bäume, im oberen Teil eingesetzt die Aufstellung der Truppen bei der Schlacht mit dem König von Peremin. Auf der letzten Illustration ziehen die Niederländer in Colombo ein. Als Maler mochte Herport sich nicht mit der Darstellung isolierter Objekte begnügen. Zugleich war er bestrebt, auf jedem Blatt möglichst viele Informationen unterzubringen. Die Illustrationen gehen zwar auf seine Erlebnisse zurück, doch enthalten sich auch einige fiktive, teils exotisierende Elemente.
1680 wurde Herport Mitglied des Grossen Rates der Stadt Bern. Von 1683 bis 1689 war er Spitalmeister, von 1691 bis 1706 Stadtmajor. Von 1706 bis 1712 war er Landvogt in Zweisimmen und von 1716 bis 1722 Obervogt in Biberstein.

## Werke
- Eine kurtze Ost-Indianische Reiß-Beschreibung / Darinnen Vieler Ost-Indianischen Insulen und Landtschafften Gelegenheit / der Einwohneren Sitten und Gottes-Dienst / allerley Früchten und wilden Thieren beschaffenheit / sampt etlichen nachdencklichen Belägerungen und Schlachten zwischen der Holländischen Ost-Indianischen Compagney einer seits / vnd etlicher Ost-Indianischen Königen und Portugesischen Kriegs-Völckeren ander seits beschehen / sonderlich der Chinesischen Belägerung und Eroberung der Insul Formosa / angemerckt und in etlichen Kupfferstucken verzeichnet zu finden / Beschrieben und in einer Neun-Jährigen Reiß verrichtet / Von Albrecht Herport / Burgern der Statt Bern / und der Mahlerey-Kunst Lieb-haberen. Bern: Sonnleitner, 1669.
- De beschryving der Oostindische reizen van Albrecht Herport van Bern. Sedert zijn uitvaart, in 't jaar 1659. tot zijn wederkering in dat van 1668. Daar in hy, beneffens het geen, dat hem bezonderlijk bejegent is, ook veel voorname zaken, die in Indiën gebeurt zijn, verhaalt; … Amsterdam: Jan Rieuwertsz en Pieter Arentsz, 1670.
- Verhaal van drie voorname reizen naar Oostindien: te weten van Johan Jacobsz Saar, Volkert Evertsz, en Albrecht Herport. Daar in, beneffens de bezondere voorvallen, hen overgekomen, de historie, en de voornaamste dingen, die sedert vijfëntwintig jaren herwaarts, tot het jaar achtënzestig toe, in die gewesten geschied zijn, voorgestelt worden. T' Amsterdam: by Jan Rieuwertsz. en Pieter Arentsz …, 1671.
- Reise nach Java, Formosa, Vorder-Indien und Ceylon, 1659-1668. Neu herausgegeben nach der … im Jahre 1669 erschienenen Original-Ausgabe. Mit 10 Kupfertafeln. Haag, Nijhoff, 1930 (Reisebeschreibungen von deutschen Beamten und Kriegsleuten im Dienst der Niederländischen West- und Ost-Indischen Kompagnien, 1602-1797. Hrsg. von S. P. L’Honoré Naber. Bd. 5).